# Echinodontium japonicum
Echinodontium japonicum är en svampart som beskrevs av Imazeki 1935. Echinodontium japonicum ingår i släktet Echinodontium och familjen Echinodontiaceae.   Inga underarter finns listade i Catalogue of Life.